# Cereopsius niassensis
Cereopsius niassensis là một loài bọ cánh cứng trong họ Cerambycidae.